# Caspar Ehlers
Caspar Ehlers (* 19. Juni 1964 in Hamburg) ist ein deutscher Historiker für mittelalterliche Geschichte.

Der Sohn des Historikers Joachim Ehlers und dessen Ehefrau Barbara Ehlers, geborene Budde, studierte von 1985 bis 1988 Geschichte an der Universität Frankfurt am Main und von 1988 bis 1992 an der Universität Bonn. Im Wintersemester 1995/96 wurde er in Bonn bei Rudolf Schieffer mit einer Arbeit über die Bedeutung Speyers für das Königtum zwischen dem 8. und 13. Jahrhundert promoviert. Von 1995 bis 2006 war Ehlers Wissenschaftlicher Mitarbeiter am Max-Planck-Institut für Geschichte in Göttingen für das Repertorium der deutschen Königspfalzen. Es folgten Lehraufträge an den Universitäten Hannover (2000/2001), Göttingen (2003 bis 2005) und Würzburg (2005). In Würzburg erfolgte 2005 seine Habilitation. Seine Habilitationsschrift befasst sich mit der „Entstehung einer sächsischen Infrastruktur unter dem Einfluß weltlicher und kirchlicher Ordnungsvorstellungen des früheren Mittelalters“. Ehlers war für Johannes Laudage im Sommersemester 2008 und im Wintersemester 2008/09 Vertretungsprofessor für mittelalterliche Geschichte an der Universität Düsseldorf. Ehlers ist seit Anfang 2007 wissenschaftlicher Referent am Max-Planck-Institut für europäische Rechtsgeschichte in Frankfurt am Main. Im Jahr 2012 wurde er an der Universität Würzburg zum außerplanmäßigen Professor ernannt. Er ist Mitglied der Frankfurter Historischen Kommission.
Ehlers’ Forschungsschwerpunkte sind das mittelalterliche Königtum zwischen Karolinger- und Stauferzeit im europäischen und vor allem interdisziplinären Vergleich, besonders die „Orte der Herrschaft“ als kulturübergreifendes Phänomen sowie die Integrationsprozesse im früheren Mittelalter, insbesondere Sachsens und seiner kirchlichen Strukturen ins früh- und hochmittelalterliche Reich. Unter Einbeziehung neuester Grabungsergebnisse konnte Ehlers darlegen, dass die vom Geschichtsschreiber Rahewin († vor 1177) beschriebene Wiedererrichtung der karolingischen Königspfalz Ingelheim durch archäologische Befunde gesichert ist.
In seiner Dissertation über die Bedeutung Speyers für das salische Königtum zeigte Ehlers auf, dass die Bedeutung der Kathedrale als Memorialort Schwankungen unterworfen war und keineswegs von der Zeit Konrads II. an gleichbleibend gewesen ist. Die Königsaufenthalte klassifizierte er in drei unterschiedliche Kategorien. Aufenthalte, „bei denen die Regierungstätigkeit des Königs in Form von Urkunden oder erzählenden Quellen bezeugt und zweifelsfrei datierbar ist“, „die nur durch Auswertung der Quellen, nicht aber durch Zeugnisse der Kanzlei“ zu erfassen sind und solche Aufenthalte, die in den Quellen nicht erwähnt werden, aber sich aus dem Reiseweg des Königs erschließen lassen.

## Schriften (Auswahl)
Monografien
- Rechtsräume. Ordnungsmuster im Europa des frühen Mittelalters (= Methodica – Einführungen in die rechtshistorische Forschung. Bd. 3). De Gruyter Oldenbourg, Berlin/Boston 2016, ISBN 978-3-11-037971-6.
- Die Integration Sachsens in das fränkische Reich (751–1024) (= Veröffentlichungen des Max-Planck-Instituts für Geschichte. Bd. 231). Vandenhoeck & Ruprecht, Göttingen 2007, ISBN 3-525-35887-3.
- Metropolis Germaniae. Studien zur Bedeutung Speyers für das Königtum (751–1250) (= Veröffentlichungen des Max-Planck-Instituts für Geschichte. Bd. 125). Vandenhoeck & Ruprecht, Göttingen 1996, ISBN 3-525-35442-8.

Herausgeberschaften
- mit Hartmut Geißler, Holger Grewe, Katarzyna Ibragimow-Schönfelder: Schriftquellen zur Pfalz Ingelheim. Lateinische Texte der karolingischen Epoche. Gesammelt, übersetzt und kommentiert. Imhof, Petersberg 2023, ISBN 978-3-7319-1274-3.
- mit Holger Grewe: Mittelalterliche Paläste und die Reisewege der Kaiser. Neue Entdeckungen in den Orten der Macht an Rhein und Main. Nünnerich-Asmus Verlag & Media, Oppenheim 2020, ISBN 978-3-96176-134-0.
- Places of power = Orte der Herrschaft = Lieux du pouvoir (= Veröffentlichungen des Max-Planck-Instituts für Geschichte. Bd. 11,8). Vandenhoeck & Ruprecht, Göttingen 2007, ISBN 978-3-525-35600-5.
- Zentren herrschaftlicher Repräsentation im Hochmittelalter. Geschichte, Architektur und Zeremoniell (= Veröffentlichungen des Max-Planck-Instituts für Geschichte. Bd. 11,7). Vandenhoeck & Ruprecht, Göttingen 2007, ISBN 3-525-36521-7.
- Geistliche Zentralorte zwischen Liturgie, Architektur, Gottes- und Herrscherlob. Limburg und Speyer (= Veröffentlichungen des Max-Planck-Instituts für Geschichte. Bd. 11,6). Vandenhoeck & Ruprecht, Göttingen 2006, ISBN 3-525-35309-X.
- Orte der Herrschaft. Mittelalterliche Königspfalzen. Vandenhoeck & Ruprecht, Göttingen 2002, ISBN 3-525-36261-7.